# Sarabetsu
Ne pas confondre avec Plaine de Sarobetsu.
Sarabetsu (更別村, Sarabetsu-mura) est un village du district de Kasai, situé dans la sous-préfecture de Tokachi, sur l'île de Hokkaidō, au Japon.

## Géographie

### Démographie
Au 30 septembre 2015, la population de Sarabetsu s'élevait à 3 286 habitants répartis sur une superficie de 176,90 km2.